# Щоденник Тараса Шевченка
Щоденник Тараса Шевченка («Дневник», «Журнал») являє собою зошит з записами російською мовою, які поет робив протягом 1857—1858 років після одержання у Новопетровському укріпленні звістки про можливе звільнення з заслання і до приїзду в Петербург.

## Історія
На початку 1855 року помер цар Микола І. Амністія, проголошена Олександром ІІ, не торкнулась Тараса Шевченка й він продовжував перебувати на засланні у Новопетровському укріпленні. Тільки згодом друзі поета домоглися його звільнення.
Починаючи з 12 червня 1857 року, після отримання звістки від М. М. Лазаревського про можливе звільнення з заслання, в болісному чеканні її, Шевченко почав у Новопетровському укріпленні, у мемуарно-публіцистичному характері, вести щоденник, де описував події що відбувалися навколо нього, власне солдатське життя та свої спогади і думки. Щоденник був відкритий для друзів Шевченка, тому й писав російською мовою, щоб деякі з них могли його зрозуміти.
Шевченко продовжував вести щоденник і після заслання. Поет вів записи протягом своєї подорожі Волгою, декількох місяців проживання у Нижньому Новгороді, в Москві й у Петербурзі.
Текст щоденника Шевченка починається записами від 12 червня 1857 року про його повсякденне життя у Новопетровському укріпленні й закінчується поезією «Сон» (На панщині пшеницю жала …), записом від 13 липня 1858 року. Тобто, останній запис в щоденнику Шевченко зробив уже на наступний день після того, як він його подарував на день народження М. М. Лазаревському.
Дослідники вважають, що щоденник допоміг Шевченку пережити перехід від стану неволі до вільного життя. Надалі щоденник сприяв розумінню науковцями біографії, літературно-мистецької спадщини Шевченка, його світогляду.

## Автограф
Автограф щоденника Шевченка являє собою окремий саморобний зошит-альбом, виготовлений з дев'яти пронумерованих менших зшитків, оправлений в коричневий сап'ян, з витисненими на лицевому боці оправи золотом словами: «Дневник Шевченка с 12 июня 1857 до 13 июля 1858 года», нижче — «12 июля 1858 года», з написом рукою М. М. Лазаревського на звороті останнього, 104-го аркуша: «Этот дневник подарен Т. Г. Шевченком 12 июля 1858 года в день именин Лазаревского». Щоденник зберігається в Інституті літератури ім. Т. Шевченка (ІЛ, ф. 1, № 104).

## Публікації

Сторінка щоденника Шевченка. Автограф запису від 12 грудня 1857 року з портретом О. І. Герцена

Вперше Щоденник надруковано в журналі «Основа» (підготовка тексту Л. М. Жемчужникова: 1861 рік, № 5-12; 1862 рік, № 1-8) з численними купюрами, зашифруванням багатьох прізвищ і зміною окремих слів та виразів.
Цензурні умови не давали змоги подати повний текст щоденника і змушували пропускати політично гострі записи поета й переробляти деякі місця. До цього додавалися перешкоди іншого, етичного порядку. Написаний у 1857—1858 роках, щоденник був ще надто свіжим документом, щоб його можна було друкувати повністю одразу ж по смерті поета. Згадувані в ньому особи були ще живі й, природно, могли б обурюватися публікацією деяких місць щоденника, що їх стосувалися. Надруковані в «Основі» уривки обіймали майже весь текст щоденника, але містили численні купюри, іноді досить великі (не вміщено, зокрема, запис від 21 червня 1857 року), в окремих випадках — часткові переробки тексту. Частина прізвищ була зашифрована.
Проте й така, скорочена публікація, з купюрами цензурного та етичного характеру, викликала докори на адресу журналу. Закінчуючи у восьмій книжці 1862 року друкування щоденника, редакція зазначала у примітці: «Нас упрекали, зачем мы печатали весь Дневник сподряд, не исключая многих мелочей — и не занимательных, и в то же время слишком обнажающих темные стороны домашней жизни поэта. По мнению этих строгих судей, образ поэта должен оставаться светлым и величавым, как его произведения: следовало выбрать лучшие страницы из Дневника, а не помещать таких подробностей, которые прочесть было бы неприятно самому Шевченку».
Не прийнявши цих закидів, редакція «Основи» так виклала свою точку зору на щоденник поета: «Мы руководились иною мыслью; мы, напротив, жалеем, что принуждены были выпустить некоторые места, где резко высказываются и его негодования, и ненависть, и желчные приговоры, и насмешка; мы уверены, что поэт не упрекнул бы нас за это. Шевченко при жизни скрывал только свои задушевные думы и самые нежные проявления своего сердца; но никогда не старался скрыть и тем более закрашивать те пятна, которые наложила на него многопечальная и многотрудная жизнь, продержавшая его от колыбели до могилы в черном теле. Он никогда не подымался на ходули, никогда не разыгрывал роли; будучи без малейших усилий истинно возвышен, неподражаемо велик в своих созданиях (из которых многие еще не напечатаны), он никогда в жизни не высился во весь свой рост, становясь рядом рука об руку с людьми обыкновенными, рядовыми… Пускай в напечатанном нами Дневнике увидят Шевченка всего, каков он был; пускай из него поймут, что наше пристрастие не то, которое боится правды для своих любимцев. Тому, кто имел полное право отнестись к своей Музе — к своему главному призванию — с словами»:
| Ліві лапки | Ми не лукавили з тобою, Ми просто йшли: у нас нема Зерна неправди за собою, — тому не страшна правда («Основа». — 1862. — № 8. — С. 19) | Праві лапки |

Разом із М. М. Лазаревським та Л. М. Жемчужниковим редакція «Основи» вперше привернула увагу до ваги та значення Шевченкового щоденника й здійснила першу його публікацію настільки сумлінно й дбайливо, наскільки це було тоді можливо.
Першодрук в «Основі» протягом трьох десятиріч лишався єдиною публікацією щоденника. У 1893 році з'явився український його переклад, здійснений О. Я. Кониським: «Записки або Журнал Тараса Григоровича Грушівського-Шевченка» (майже одразу ж передруковано в книжці: «Т. Шевченко. Кобзар» за редакцією О. М. Огоновського).
Вперше (російський оригінал) щоденника уведено до збірки творів у виданні: «Шевченко Т. Твори в двох томах» (видання В. І. Яковенка 1911 року). Щоденник надруковано повніше за першодрук в «Основі», але чималого числа вимушених давніх скорочень тексту не пощастило уникнути й тут.
У своїй передмові видавець В. І. Яковенко змушений був зауважити: «Текст „Дневника“ весь сплошь проверен при любезном содействии М. М. Коцюбинского по подлиннику, хранящемуся в Черниговском музее; но конфискация, постигшая полный „Кобзарь“ (йдеться про вилучення за вироком Санкт-Петербурзької судової палати, затвердженим сенатом, більше шести аркушів забороненого тексту в «Кобзарі» 1910 року, першому томі «Творів» 1911 року та «Кобзарі» за редакцією В. М. Доманицького 1908 року), показала, что полный текст „Дневника“ тоже не может быть еще опубликован, поэтому пришлось делать пропуски, повсюду обозначенные» (с. III—IV). Відсутність у виданні коментарів дала підставу К. I. Чуковському різко зауважити у своїй рецензії, що «книжка ця без керма і без вітрил і чекає свого Венгерова (літературознавець С. О. Венгеров). Адже це не просто книжка, це видання класика. Не можна через піввіку після смерті друкувати його абияк, поспіхом, без вивчення тексту, без усякої редакції».
Вперше повністю опубліковано уривки щоденника, що не були вміщені в першодруці в «Основі» 1861—1862 років, П. І. Зайцевим 1919 року у виданні «Недруковані місця з Журналу (Щоденника) Т. Шевченка». А через п'ять років вийшло під назвою «Дневник» у Харкові повне науково-критичне видання: «Шевченко Т. Дневник», під редакцією І. Я. Айзенштока.
Вперше щоденник введено до зібрання творів у виданні: «Повне зібрання творів Тараса Шевченка» 1927 року, під редакцією С. О. Єфремова. У передмові «Од редактора» організатор роботи над томом С. О. Єфремов зазначав, що «силкувався (разом з редактором-текстологом М. М. Новицьким) якомога менше відступати від первотвору, навіть у дрібницях, аж до пунктуації, дуже своєрідної у Шевченка, намагаючись дати точну копію оригіналу» (с. VI). Видання готувалося як дипломатичне, документальне і становить точний передрук тексту Шевченкового щоденника засобами нового друкарського набору. Вперше подано первісні варіанти тексту, понад 650 сторінок займають у томі докладні й ґрунтовні коментарі, написані самим редактором (432 коментарі) та залученими ним до праці співробітниками, фахівцями з різних галузей науки.
Після незаконних репресій, що звалилися на С. О. Єфремова в результаті штучно сфабрикованого процесу над так званою Спілкою визволення України, видання повного зібрання творів Шевченка припинилось, видані вже третій та четвертий його томи були вилучені чи опинились у спецсхронах.
Наступні публікації Шевченкового щоденника повернулися від дипломатичного типу видань до видань переважно науково-критичних. Критично перевірений текст щоденника подано в академічних виданнях: «Повне зібрання творів Т. Шевченка в десяти томах» (1951) та «Повне зібрання творів у шести томах» (1964). У 1972 році видавництвом «Наукова думка» здійснено видання щоденника фототипічним способом.